# Macrobrachium formosense
Macrobrachium formosense är en kräftdjursart som beskrevs av Charles Spence Bate 1868. Macrobrachium formosense ingår i släktet Macrobrachium och familjen Palaemonidae. Inga underarter finns listade i Catalogue of Life.

## Bildgalleri

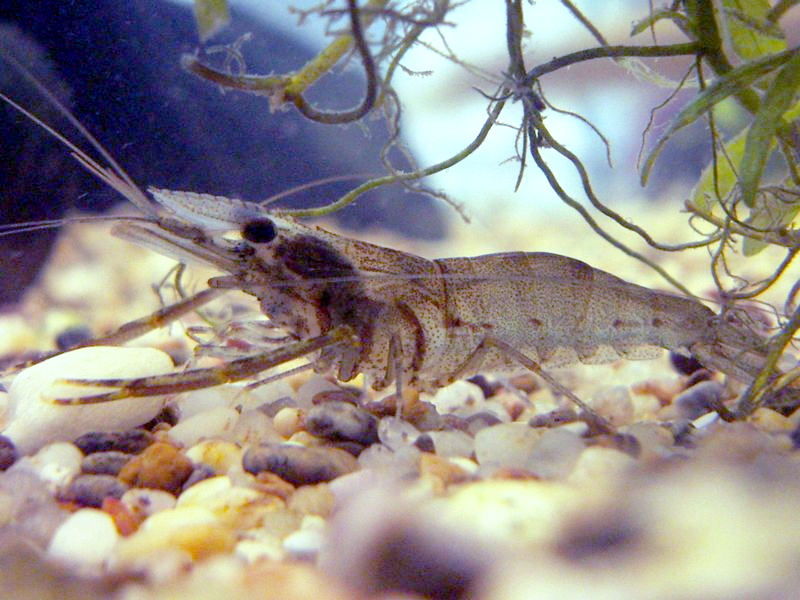